# Xie Bin

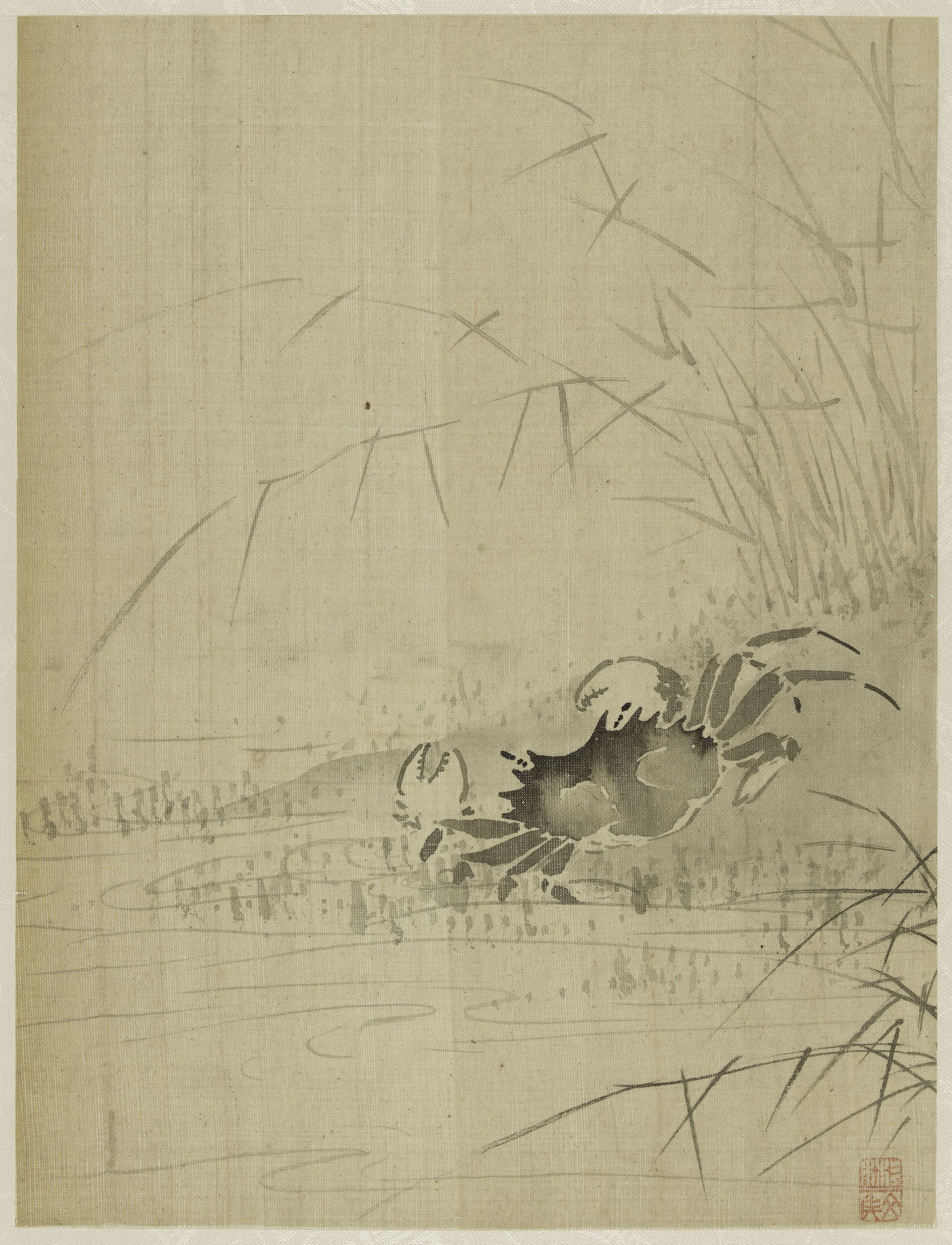
Feuille d'album, 1661. Musée Cernuschi

Xie Bin ou Hsieh Pin ou Sie Pin, surnom: Wenhou est un peintre chinois du XVIIe siècle, originaire de Changshu, ville de la province du Jiangsu en Chine. Il est né en 1602 et mort après 1680, la date précise de sa mort n'est pas connue. Sa période d'activité se situe autour de 1650.

## Biographie
Xie Bin est un peintre de sujet de genre, de figures et dessinateur. Il est l'un des  disciples les plus assidus de Zeng Jing.

## Le portrait et la peinture de personnage à la fin des Ming
Après la chute de la dynastie des Song, la ferveur religieuse retombe peu à peu, et grottes et temples sont aménagés ou construits en plus petit nombre et dans des proportions plus modestes. Avec le déclin de la religion, la peinture Ming de personnage perd son principal mécène et elle décroit en importance jusqu'à la fin de la dynastie. Un petit renouveau survient avec l'émergence de peintres de personnages tels que Ding Yunpeng (1547 – 1628), Wu Bin (actif 1573-1620), Chen Hongshou, Cui Zizhong, Zeng Jing et Xie Bin.
Parmi les plus célèbres portraitistes du début des Qing, figurent Xie Bin, Guo Gong, Xu Yi Wang Yunjing, Liao Dashou, Zhang Qi, Gu Qi, Shen Shao et Zhang Yuan. Xie Bin et Shen Shao qui sont tous deux disciples de Zeng Jing, transmettent leur art à Gu Ming, qui le transmet à son tour à la génération suivante. Le Portrait de Zhu Kuishi de Xie Bin représente un membre d'une famille noble; il a l'air serein et digne. Les arbres et les rochers du fond sont peints par Xiang Shengmo; ils sont en harmonie totale avec l'esprit du modèle. Cette œuvre est conservée au Musée du palais impérial de Beijing. 
Immortel insouciant parmi des flots de pins, conservée au Musée de Jinling, est un portrait de Xiang Shengmo, peint par Xie Bin. Cette peinture montre, là aussi, un personnage plus détendu dans son attitude et son habillement. Les pins de l'arrière-plan sont réalisés ultérieurement par Xiang lui-même.

## Musées
- Beijing (Musée du palais impérial):
  - Portrait de Zhu Kuishi, (Paysage de Xiang Shengmo), rouleau mural, encre et couleur claire sur soie, daté 1653. Ses dimensions en centimètres sont: 69,2x49,7.
- Jinlin (Musée provincial):
  - Immortel insouciant parmi des flots de pins, portrait de Xiang Shengmo. L'arrière-plan est peint par ce dernier.
- Stockholm  (Nat. Mus.):
  - Plaisir des pêcheurs.